# Pseudovermilia xishaensis
Pseudovermilia xishaensis är en ringmaskart som beskrevs av Sun och Yang 200. Pseudovermilia xishaensis ingår i släktet Pseudovermilia och familjen Serpulidae. Inga underarter finns listade i Catalogue of Life.